# Bolesławiec (district)
Bolesławiec (powiat bolesławiecki) is een Pools district (powiat) in de woiwodschap Neder-Silezië. Het district heeft een oppervlakte van 1303,26 km² en telt 90.346 inwoners (2014).
De stad Bolesławiec staat vooral bekend om haar aardewerk, dat in vele winkels en bij de fabrieken te koop is. Daarnaast heeft ze een klein, maar mooi historisch centrum.

## Gemeenten
- Bolesławiec (Bunzlau) - stadgemeente
- Nowogrodziec (Naumburg am Queis) - stad- en landgemeente
- Bolesławiec - landgemeente
- Gromadka (Gremsdorf) - landgemeente
- Osiecznica (Wehrau) - landgemeente
- Warta Bolesławiecka (Alt Warthau) - landgemeente

Stadsdistricten:
Wrocław · Jelenia Góra · Legnica · Wałbrzych

Districten:
Bolesławiec · Dzierżoniów · Głogów · Góra · Jawor · Kamienna Góra · Karkonosze · Kłodzko · Legnica · Lubań · Lubin · Lwówek Śląski · Milicz · Oleśnica · Oława · Polkowice · Środa Śląska · Strzelin · Świdnica · Trzebnica · Wałbrzych · Wołów · Wrocław · Ząbkowice Śląskie · Zgorzelec · Złotoryja

Grootste steden:
Bielawa · Bolesławiec · Dzierżoniów · Głogów · Jelenia Góra · Legnica · Lubin · Oleśnica · Świdnica · Wałbrzych · Wrocław · Zgorzelec